# Guillermo Morales Blumenkron
Guillermo Morales Blumenkron fue un político mexicano miembro del Partido Revolucionario Institucional, que fue gobernador interino del Estado de Puebla desde el 7 de mayo de 1973 al 1 de febrero de 1975.

## Formación
Inició en el periodismo en 1927. En colaboración con su hermano Daniel publicó la revista Variedades, en 1931 la revista Cosmos en Mazatlán Sinaloa y ese mismo año fue designado director de la radiodifusora del DAPP, y al año siguiente ingresó en la radiodifusora del PNR.
En 1945 era dueño de las estaciones XEQK y XETT. En 1949 llegó a publicista y locutor de la XEW y en el mismo año compró la radiodifusora XEDA, Radio 13. Participó en congresos internacionales como delegado de la radiodifusión mexicana en Chile, Washington D. C., El Salvador, Buenos Aires y el Ecuador.
Fue presidente de la Asociación de radiodifusores del D.F. y del valle de México y Coordinador Nacional de Radio.

## Carrera política
Fue diputado federal de la XLVI legislatura, Senador de la República y gobernador interino del Estado de Puebla, cargo que asumió del 7 de mayo de 1973 sustituyendo al Dr. Gonzalo Bautista O'Farrill quien a su vez había sustituido a Mario Mellado García y al gobernador electo Rafael Moreno Valle, quien solo gobernó 3 años y 21 días por diversos conflictos sociales. Fue un gobernador hábil y moderado, con lo que los disturbios sociales que habían caracterizado los gobiernos de sus predecesores inmediatos cesaron. A diferencia de Bautista O´Farrill, Morales Blumenkron decidió dar algunas concesiones a los grupos de izquierda tratando de evitar nuevos enfrentamientos, y en el corto lapso de dos años de su gestión se dedicó a preparar la elección del próximo gobernador. Para apaciguar el estado, Blumenkron no contó con el apoyo de los poderes fácticos locales, que si lo tuvieron sus antecesores, pero contó con el apoyo del gobierno federal.  

## Algunas obras materiales
Entre las obras de su gobierno destacan:
- La ampliación de la Avenida 11 norte-sur.
- La terminación de la Recta a Cholula.
- La terminación del Boulevard 5 de Mayo.
- Redes de alcantarillado y agua en más de 12 colonias.
- La pavimentación de la 49 Oriente.
- Tres obras de introducción de agua potable.
- 40 palacios municipales construidos y reconstruidos otros por el sismo del 73.
- La Casa de la Cultura.
- Adaptación del nuevo Museo de Antropología e Historia.
- El Centro de Integración Familiar.
- Redes de distribución de agua potable del norte de la ciudad.
- Desazolve y aseo del tanque regulador de agua potable del cerro de Loreto.
- La Construcción de puentes y parques en Mayorazgo.
- Alentó la publicación de libros.